# Jan Langier
Jan Langier (ur. 1903, zm. w kwietniu 1979) – zootechnik polski, wykładowca Wyższej Szkoły Rolniczej w Olsztynie.
W latach 1950–1956 był związany z Wydziałem Zootechnicznym olsztyńskiej uczelni (późniejszej Akademii Rolniczo-Technicznej). Zasiadał w Radzie Wydziału, organizował i kierował Zakładem Hodowli Koni (1950-1953) oraz Zakładem Hodowli Drobiu, Drobnego Inwentarza i Zwierząt Futerkowych (1950-1956, od 1952 Zakładem Drobnego Inwentarza i Zwierząt Futerkowych). W latach 1950–1952 pełnił funkcję prodziekana Wydziału Zootechnicznego, w roku akademickim 1952/1953 dziekana. Wykładał w charakterze zastępcy profesora. Poza pracą naukową prowadził własną fermę oraz gospodarstwo rolne. Z uczelni odszedł w 1956, koncentrując się na własnym gospodarstwie. Kontynuował działalność nauczycielską i instruktorską.
W opracowaniu B. Grudniewskiej wspominany jest jako lubiany przez studentów wykładowca, udzielający wielokrotnie pomocy finansowej ubogiej młodzieży.